# Ernest Chausson
Amedée-Ernest Chausson (Paris, 20 de janeiro de 1855 — Limay, 10 de junho de 1899) foi um compositor francês.
De origem aristocrática, estudou inicialmente Direito, e em 1880 ingressou no Conservatório de Paris, onde foi aluno de Massenet.
Mais tarde, passou a receber aulas de César Franck, que muito o influenciaria como compositor.
Morreu aos 44 anos, em um acidente enquanto andava de bicicleta.

## Trabalhos
Ernest Chausson deixa cerca de 75 obras. Um artigo fornece a lista completa das obras de Ernest Chausson. Relativamente modesto, inclui 39 números de opus e 24 obras sem números de opus. Entre os mais conhecidos estão:
- Poema para violino e orquestra, op. 25
- Sua única sinfonia, a Sinfonia em si bemol maior, op. 20
- Sua única ópera, Le Roi Arthus, op. 23, mostrado pela primeira vez em 30 de novembro de 1903 no Théâtre Royal de la Monnaie em Bruxelas.
- Poema do amor e do mar, para voz e orquestra, op. 19
- O Concerto em Ré para Piano, Violino e Quarteto de Cordas, op. 21

Ele também deixa algumas belas obras de música de câmara: um quarteto de piano, um trio, um quarteto de cordas e um concerto muito incomum para violino, piano e quarteto de cordas.

## Discografia
- A Sinfonia em Si bemol maior, da Orquestra Sinfônica de São Francisco sob a direção de Pierre Monteux (RCA).
- O Poème para Violino e Orquestra, de David Oïstrakh e a Orquestra Sinfônica de Boston dirigida por Charles Munch (RCA).
- Poema para violino e orquestra de Christian Ferras e a Orchester National de Belgique, regida por Georges Sébastian (Decca depois DG, 1953)
- L'Œuvre pour piano, de Xavier Bouchaud (Cassiopée), (primeiro disco completo, com sete faixas inéditas).
- Le Poème de l'amour et de la mer, de Irma Kolassi e a Orquestra Filarmônica de Londres sob a regência de Louis de Froment (Decca).
- A Symphonie en si bémol majeur, le Poème para violino e orquestra e Viviane, de Laurent Korcia e a Orchester symphonique et lyrique de Nancy sob a direção de Jérôme Kaltenbach, gravada de 17 a 20 de setembro de 1996 na Salle Poirel (NAXOS).
- Quatuor avec piano, Quarteto Elyséen Arion.